# Fourques-sur-Garonne
Fourques-sur-Garonne (gaskognisch: Forcas de Garona) ist eine französische Gemeinde mit 1.307 Einwohnern (Stand: 1. Januar 2022) im Département Lot-et-Garonne in der Region Nouvelle-Aquitaine. Die Gemeinde gehört zum Arrondissement Marmande und zum Kanton Marmande-2. Die Einwohner werden Fourquais genannt.

## Geografie
Fourques-sur-Garonne liegt etwa 72 Kilometer südöstlich von Bordeaux an der Garonne. 
Umgeben wird Fourques-sur-Garonne von den Nachbargemeinden Marmande im Norden und Nordwesten, Saint-Pardoux-du-Breuil im Nordosten, Taillebourg im Osten, Caumont-sur-Garonne im Südwesten, Sainte-Marthe im Süden, Samazan im Westen und Südwesten sowie Montpouillan im Westen und Nordwesten.

## Bevölkerungsentwicklung
| Jahr                       | 1962 | 1968 | 1975 | 1982 | 1990 | 1999 | 2006 | 2018 |
| Einwohner                  | 819  | 868  | 1029 | 1111 | 1150 | 1179 | 1213 | 1317 |
| Quellen: Cassini und INSEE |      |      |      |      |      |      |      |      |

## Sehenswürdigkeiten
- Kirche Notre-Dame, 1847 bis 1850 erbaut

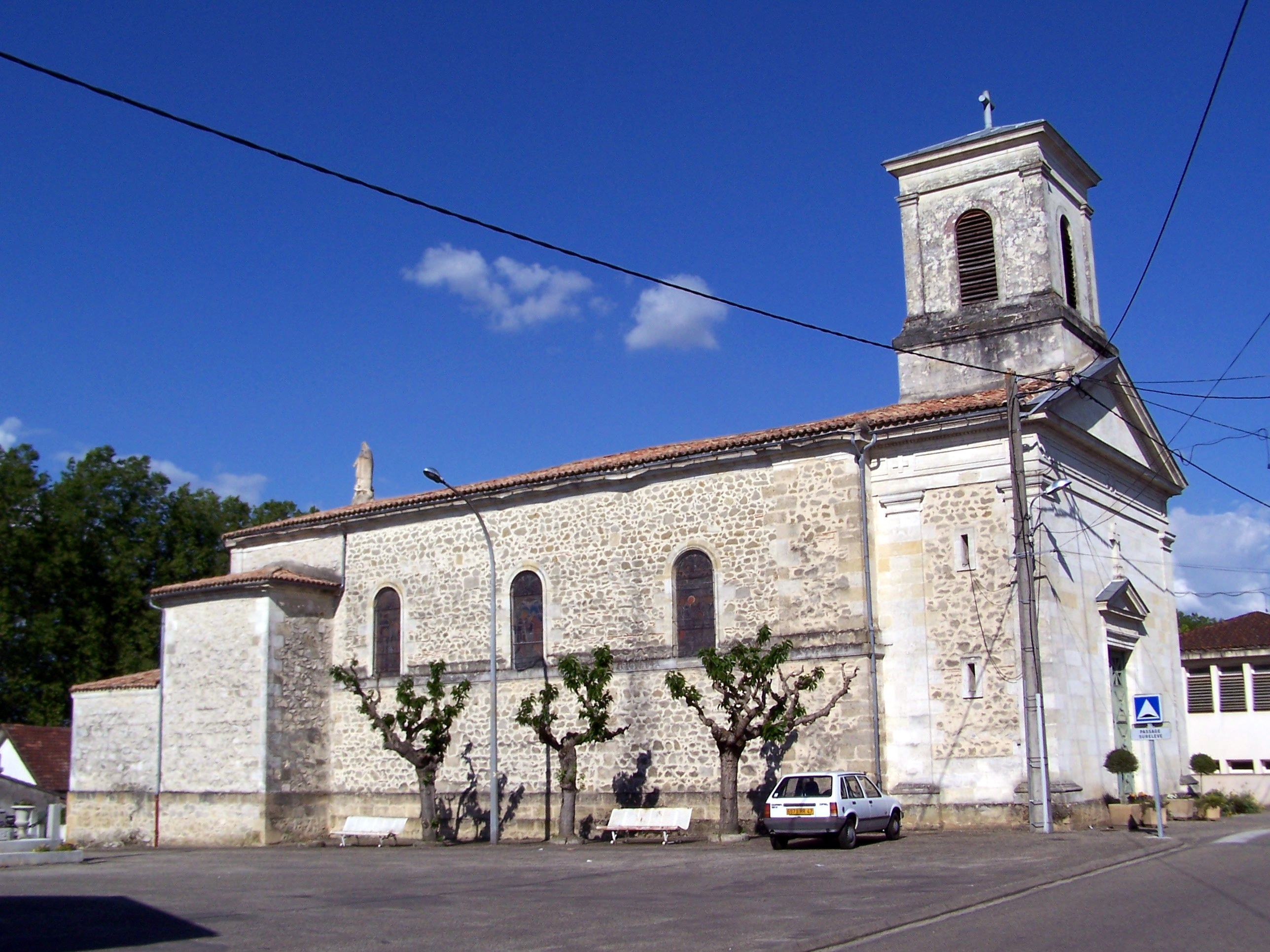
Kirche Notre-Dame